# Болько V Гусита
Болько (Болеслав) V Гусита (Волошек, Глогувецкий) (пол. Bolko V Husyta, нем.  Boleslaus V von Oppeln; около 1400— 29 мая 1460) — князь Глогувецко-Прудницкий (1424—1460), Стшелецкий и Немодлинский (1450—1460), владелец Олесно (1455—1460).

## Биография
Представитель опольской линии Силезских Пястов. Старший сын князя Болеслава IV Опольского и Маргариты Горицкой. В молодости Болеслав учился в Пражском университете, где познакомился с социальными и религиозными взглядами Яна Гуса. Приблизительно в 1417 году он вернулся в Силезию, и в марте 1418 года женился  на Эльжбете Грановской, второй дочери генерального старосты великопольского Винцента Грановского (ок. 1370—1410) и Эльжбеты Грановской из Пилицы (ок. 1372—1420). Годом ранее Эльжбета Грановская из Пилицы стала женой польского короля Владислава II Ягелло, и этот брак принес опольским князьям в приданое город Пилицу и поддержку польского королевского двора.
В 1422 году Болеслав V  был назван соправителем своего отца, князя Болеслава IV Опольского. В 1424 году отец Болеслав IV Опольский и дядя Бернард Немодлинский выделили Болеславу V самостоятельное Глогувецко-Прудницкое княжество, образованное из городов Глогувек и Прудник с окрестностями.
В 1428 году Силезия подверглась вторжению отрядов чешских гуситов. Под Глогувеком, столицей княжества, появилось гуситское войско. Молодой князь, находившийся тогда в Гливице, впустил гуситов в город, желая не только избежать уничтожения своего княжества, но и разбогатеть за счет секуляризации церковного собственности (одним из первых его действий было прекращение строительства коллегиальной церкви в Глогувеке, начатого его отцом Болеславом IV). Болеслав V присягнул гуситам и присоединился к ним, направив на помощь гуситам свои отряды. Присоединение князя Болеслава V к гуситам произошло не только по материальным, но и по идеологическим причинам. В том же году Болеслав V Гусита захватил все имущество католической церкви в своём княжестве.
В 1429 году Болеслав V при поддержке гуситов присоединил к своим владениям соседнее Ныское княжество, принадлежавшее Вроцлавской епархии. В следующем 1430 году Болеслав V Гусита вместе со своими союзниками вынудил польские войска отступить в Ясную Гору, ставшую новой силезско-польской границей. Он также попытался отобрать отдельные территории у Бжегского княжества: Намыслув смог отбить его нападение благодаря помощи жителей Вроцлава, а Ключборк Болеславу V удалось захватить. В последующие годы князь Болеслав V Гусита завладел большей части территорий Верхней Силезии и части Нижней Силезии. В своих действиях Болеслав V пользовался помощью своих ближайших родственников — отца, князя Болеслава IV Опольского, и дяди, князя Бернарда Немодлинского. Но удача отвернулась от Болеслава V Гуситы в 1433 году, когда он потерпел поражение в битве под Тшебницей от князя Микулаша V Крновского. Несмотря на это поражение, Болеслав V до конца своей жизни смог удержать большую часть секуляризованного церковного имущества. В 1443 году за свои поступки князь Болеслав V был наказан отлучением от церкви.
В 1444—1452 годах Болеслав V Гусита вместе со своим дядей, князем Бернардом Немодлинским, вел борьбу с епископом краковским Збигневом Олесницким из-за купленного им Севежского княжества. Война, которая велась с переменным результатом, могла продолжаться длительное время, потому что поляки, опасавшиеся реакции Габсбургов и императора, не вторгались в глубь Силезии. Спор завершился только в 1452 году на сейме в польском Пётркуве, где Болеслав V даже предложил польскому королю Казимиру IV финансовую помощь для ведения войны с Тевтонским орденом в обмен на Велюнскую землю в качестве залога (предложение не было принято).
В 1450 году князь Бернард Немодлинский, дядя Болеслава V, не имевший мужских наследников, передал своему племяннику большую часть своих владений ― Стшелецкое и Немодлинское княжества. В 1455 году, после смерти Бернарда, Болеслав V также присоединил к своим владениям Олесно.
29 мая 1460 года князь-еретик Болеслав V Гусита скончался в любимом им Глогувеке и был похоронен в местном костёле францисканцев, Так как выживших детей у него не было, все его владения унаследовал младший брат, князь Николай I Опольский.

## Семья
Болеслав V Гусита был дважды женат. В марте 1418 года он женился первым браком на Эльжбете Грановской (ум. 1453), второй дочери генерального старосты великопольского Винцента Грановского (ок. 1370—1410) и Эльжбеты Грановской из Пилицы (ок. 1372—1420), второй жены польского короля Владислава Ягелло. В 1451 году этот брак был расторгнут. В этом браке родился единственный сын Вацлав (ок. 1433 — ок. 1453), чья ранняя смерть стала для его отца тяжелым ударом, от которого он не сумел оправиться.
В 1451 году Болеслав V Гусита вторично женился на представительнице польской знати, Ядвиге (ум. после 1461), дочери Гинчи Беса из Куявии. Этот брак был бездетным.

## Болько V в литературе
Болько V является одним из героев романа польского писателя-фантаста Анджея Сапковского: Башня шутов, Божьи воины и Свет вечный.